# Aiden Starr
Aiden Starr (New Milford, New Jersey, 1979. augusztus 27. –) amerikai pornószínésznő.
Aiden Starr 1979-ben született New Jerseyben. 150 centiméter magas. AVN-díjra jelölték 2008-ban a "legjobb csoportos szex jelenete" kategóriában. 2009-ben három jelölést kapott, egyet meg is nyert "legjobb hármas szex jelenet"ért. 2010-ben "legjobb csoportos szex jelenet" és "legjobb páros szex" kategóriában lett jelölve. 2013-ban két jelölést kapott filmje és XRCO-díjra is jelölték.

## Válogatott filmográfia
| - 2013 Fluid - 2013 Orgy University - 2013 Lesbian Office Seductions 8 - 2013 Lesbian Nanny Tales - 2012 Jessica Drake's Guide to Wicked Sex: Anal Play for Men - 2012 Belladonna: No Warning 7 - 2012 Lesbian Adventures: Strap-On Specialists Vol. 4 - 2012 Creamy Panties: Big Natural Breasts - 2012 Batgirl XXX: An Extreme Comixxx Parody | - 2012 Lesbian Truth or Dare 7 - 2012 Kiss Me, Lick Me, Fuck Me - 2012 Pee-Wee's XXX Adventure: A Porn Parody - 2012 Lesbian Adventures: Wet Panties Trib 2 - 2012 Occupy My Ass - 2012 Big Dick in a Little Chick - 2012 The Initiation of Anissa Kate - 2012 The Mommy X-Perience 4 |